# Dolok Marlawan (Siantar)
Dolok Marlawan is een bestuurslaag in het regentschap Simalungun van de provincie Noord-Sumatra, Indonesië. Dolok Marlawan telt 3035 inwoners (volkstelling 2010).